# یحیی معتمدوزیری
یحیی معتمد وزیری در سال ۱۳۰۰ در سنندج به دنیا آمد. وی فرزند اسماعیل خان معتمدوزیری و نوه حاج معتمد کردستانی بود و دوران ابتدایی و راهنمایی رادر سنندج بود و دوران تحصیلات دبیرستان و دانشگاه را ان زمان در سوئیس گذراند وسپس به استخدام وزارت خارجه درآمد و چندین بعنوان کنسول در اتحاد جماهیر شوروی (که تخصص ویژه اش بود و گزارشاتش مستقیم به خود شاه بود) و کنسول در استانبول، رومانی و چندین کشور اروپایی دیگر بود وی سرانجام در سال ۱۳۹۲ در کشور آلمان درگذشت.
بعد از انقلاب به درخواست ابراهیم یزدی مدتی کوتاه سفیر ایران در چکسلواکی بود که بعد از چند ماه استعفا داد. بعد از انقلاب بنابه خواسته اسماعیل اردلان که دایی وی بود از طرف دولت موقت به عنوان هیئت صلح از طرف بازرگان به همراه داریوش فروهر به مهاباد به دیدار قاسملو و شیخ عزالدین رفتند ولی پس از بازگشت به تهران بنابه گزارشی بازداشت و روانه زندان اوین شد که بعد از پا درمیانی اسماعیل اردلان و مهندس بازرگان از زندان آزاد و ایران را به مقصد المان بهمراه ابراهیم یونسی ترک کرد
در شهر کلن آلمان به همراه همسر آلمانی زندگی می‌کرد، در زمان ریاست جمهوری محمد خاتمی به ایران آمد تا اموال و دارایی مصادره خود را باز پس گیرد